# پیگویی
پیگویی (به اسپانیایی: Pigüé) یک منطقهٔ مسکونی در آرژانتین است که در Saavedra واقع شده‌است. پیگویی ۱۳٬۸۲۲ نفر جمعیت دارد و ۲۹۳ متر بالاتر از سطح دریا واقع شده‌است.

## خواهرخوانده
شهر ردز خواهرخواندهٔ پیگویی هست.